# Четырены
Четырены (рум. Cetireni, Четирень) — село в Унгенском районе Молдавии. Относится к сёлам, не образующим коммуну.

## География
Село расположено на высоте 127 метров над уровнем моря.

## Население
По данным переписи населения 2004 года, в селе Четирень проживает 2081 человек (1013 мужчины, 1068 женщин).
Этнический состав села:
| Национальность | Число жителей | Процентный состав |
| -------------- | ------------- | ----------------- |
| молдаване      | 1982          | 95.24             |
| румыны         | 68            | 3.27              |
| украинцы       | 13            | 0.62              |
| русские        | 8             | 0.38              |
| цыгане         | 2             | 0.1               |
| гагаузы        | 1             | 0.05              |
| прочие         | 7             | 0.34              |
| Всего          | 2081          | 100%              |

## Известные уроженцы, жители
Эмилия Плугару — молдавский поэт, драматург и прозаик.